# GarageBand
GarageBand là một phần mềm âm thanh kỹ thuật số dành cho macOS và iOS. Phần mềm nay cho phép người dùng tạo nhạc hoặc podcast. GarageBand được phát triển và bán bởi Apple Inc. cho macOS, và là một phần của bộ phần mềm iLife. GarageBand cho phép người dùng tạo nhiều bài hát với các phím MIDI đã được làm sẵn, các vòng lặp, một loạt các hiệu ứng nhạc cụ khác nhau và ghi âm giọng nói.

## Lịch sử
GarageBand được phát triển bởi Apple dưới sự chỉ đạo của Tiến sĩ Gerhard Lengeling. Tiến sĩ Gerhard Lengeling trước đây làm việc cho công ty Đức Emagic, nhà sản xuất của Logic Audio. (Apple mua lại Emagic vào tháng 7 năm 2002.)
Steve Job đã giới thiệu ứng dụng tại hội nghị Macworld Conference & Expo 2004 ở San Francisco vào 6 tháng 2 năm 2004. Nhạc sĩ John Mayer đã hỗ trợ trình bày bản thử nghiệm.
Apple giới thiệu GarageBand 2 tại Hội nghị Macworld Conference & Expo 2005 vào ngày 11 tháng 1 năm 2005. Ứng dụng đã được giới thiệu rộng rãi vào khoảng ngày 22 tháng 1 năm 2005. Các tính năng mới đáng chú ý bao gồm khả năng xem và chỉnh sửa âm nhạc trong ký hiệu âm nhạc. Nó cũng có thể ghi lên đến 8 bài hát cùng một lúc và có thể sửa thời gian và mức độ ghi. Apple thêm vào tính năng tự động tối ưu bài hát, âm lượng thông minh, và master pitch. Việc chuyển đổi cả âm thanh và MIDI đã được Apple thêm vào cùng với khả năng nhập các tệp MIDI.
GarageBand 3 được giới thiệu tại hội nghị Macworld Conference & Expo 2006, bổ sung thêm một 'studio podcast', bao gồm khả năng sử dụng hơn 200 hiệu ứng, và tích hợp với iChat để điều khiển từ xa.
GarageBand 4, còn được gọi là GarageBand '08, là một phần của iLife '08. Ứng dụng kết hợp khả năng ghi lại các phần của bài hát một cách riêng biệt. Ngoài ra, nó còn cung cấp hỗ trợ tự động hóa tempo và nhạc cụ, tạo và xuất bản chuông cho iPhone, và tính năng "Magic GarageBand", bao gồm một phiên làm việc ảo với chế độ 3D các nhạc cụ điện tử.
GarageBand 5 là một phần của iLife '09. Ứng dụng bao gồm việc giảng dạy âm nhạc và cho phép người dùng mua các video hướng dẫn của các nghệ sĩ. Nó cũng chứa các tính năng mới cho người chơi guitar điện, bao gồm một Guitar Electric Guitar 3D chuyên dụng có chứa một bàn đạp stompbox ảo, và các bộ khuếch đại ảo với reverb và tremolo. GarageBand 5 cũng bao gồm một giao diện người dùng gọn gàng hơn.
GarageBand 6, còn được gọi là GarageBand '11, là một phần của iLife '11, được Apple đã phát hành vào ngày 20 tháng 10 năm 2010. Phiên bản này mang các tính năng mới như Flex Time, một công cụ để điều chỉnh nhịp độ của bản ghi. Nó cũng bao gồm khả năng kết hợp tốc độ của một ca khúc với nhạc khác, ampli và stompboxes được bổ sung, 22 bài học mới cho guitar và piano, và "How Did I Play?", một công cụ để đo độ chính xác của một cây đàn piano hay guitar trong một bài học.
Apple phát hành GarageBand 10 cùng với hệ điều hành OS X 10.9 vào tháng 8 năm 2013. Phiên bản này đã loại bỏ tính năng Magic GarageBand và Podcast. 
Apple đã cập nhật GarageBand 10 for Mac vào ngày 20 tháng 3 năm 2014. Phiên bản 10.0.2 bổ sung khả năng xuất các bài hát ở định dạng MP3 cũng như một mô-đun trống mới, nhưng đã loại bỏ hỗ trợ podcasting. Người dùng có các tệp podcast được tạo trong GarageBand 6 có thể tiếp tục chỉnh sửa chúng bằng phiên bản cũ hơn.
GarageBand đã cập nhật lên phiên bản 10.0.3 vào ngày 16 tháng 10 năm 2014. Phiên bản này bao gồm các bản sửa lỗi và một số tính năng mới bao gồm thiết kế Bass Amp chuyên dụng, và các hiệu ứng mới.

## Tính năng

### Ghi âm
GarageBand là một phần mềm âm thanh kỹ thuật số (DAW) có thể ghi và phát lại nhiều bản nhạc. Bộ lọc âm thanh tích hợp sử dụng tiêu chuẩn AU (đơn vị âm thanh) cho phép người dùng cải thiện âm thanh với nhiều hiệu ứng khác nhau, bao gồm reverb, echo, và nhiều biến thể âm thanh khác. GarageBand cũng cung cấp khả năng ghi ở cả Độ phân giải Âm thanh 16-bit và 24-bit, nhưng với tỷ lệ mẫu cố định là 44,1 kHz. Một hệ thống điều chỉnh giúp điều chỉnh độ cao hiệu quả và có thể bắt chước hiệu ứng Auto-Tune khi điều chỉnh đến mức tối đa. Nó cũng có một loạt các hiệu ứng sẵn có để lựa chọn hoặc tự tạo ra hiệu ứng của riêng bạn.

### Dụng cụ ảo
GarageBand bao gồm một sự lựa chọn lớn các dụng cụ thực tế, mẫu và phần mềm mô phỏng tổng hợp. Chúng có thể được sử dụng để tạo ra các sáng tác gốc hoặc chơi nhạc trực tiếp thông qua việc sử dụng bàn phím USB MIDI kết nối với máy tính. Bàn phím ảo trên màn hình cũng có sẵn cũng như sử dụng bàn phím QWERTY tiêu chuẩn với tính năng "gõ tiếng nhạc". Các bộ tổng hợp được chia thành hai nhóm: [ảo] analog và kĩ thuật số. Mỗi bộ tổng hợp có nhiều thông số điều chỉnh, bao gồm sự phong phú, lướt, cắt, cộng hưởng, suy yếu, duy trì và giải phóng. Những điều này cho phép tạo ra một loạt các âm thanh sáng tạo.

### Những tính năng Guitar
Ngoài các bài hát tiêu chuẩn, GarageBand còn cho phép những bài hát  sử dụng nhiều bộ khuếch đại mô phỏng, stompbox và bộ xử lý hiệu ứng. Chúng bắt chước phần cứng phổ biến từ các công ty như Marshall Amplification, Orange Music Electronic Company, and Fender Musical Instruments Corporation. Có thể lên đến năm hiệu ứng mô phỏng trên các bộ khuếch đại ảo, có các thông số điều chỉnh bao gồm âm, hồi âm và âm lượng. Các cây đàn guitar có thể được kết nối với máy Mac sử dụng đầu vào tích hợp (yêu cầu phần cứng có thể xuất tín hiệu stereo tiêu chuẩn sử dụng đầu ra 3.5mm) hoặc cổng USB.

### Chỉnh sửa MIDI
GarageBand có thể nhập các tệp MIDI và cung cấp tính năng chỉnh sửa và phát lại phong cách trình diễn cuộn bằng piano hoặc chỉnh sửa nhạc nền. Người dùng có thể chỉnh sửa nhiều khía cạnh khác nhau của bản ghi, bao gồm độ dài, tốc độ và thời lượng. Lưu ý thời gian có thể được điều chỉnh bằng tay qua cuộn piano hoặc trong chế độ xem điểm, nhịp điệu có thể được chơi thông qua các công cụ phần mềm, hoặc tạo ra trong môi trường cuộn piano. GarageBand cũng cung cấp khả năng chỉnh sửa MIDI với Enhanced Timing, còn được gọi là Quantizing. Mặc dù cung cấp khả năng kiểm soát toàn diện các tập tin MIDI, nhưng GarageBand không bao gồm một số tính năng của DAWs cấp chuyên nghiệp, chẳng hạn như trình tự tuần tự cho các bài trống tách rời khỏi thanh cuộn bình thường. Tuy nhiên, những thiếu sót này đã được giải quyết lần lượt với mỗi lần cập nhật GarageBand kế tiếp. Cũng cần lưu ý, MIDI đã được chỉnh sửa hoặc tạo ra trong GarageBand không thể xuất sang các DAWs hoặc các chương trình khác mà không qua chuyển đổi sang âm thanh.

### Bài học âm nhạc
Một tính năng mới có trong GarageBand '09 và sau đó là khả năng tải xuống bài học âm nhạc đã được ghi âm trước từ GarageBand's Lesson Store cho guitar và piano. Có hai loại bài học có sẵn trong Cửa hàng Bài học: Bài học cơ bản, được tải xuống miễn phí và Bài học nghệ sĩ mà người dùng phải mua. Bài học cơ bản đầu tiên cho cả guitar và piano đều được bao gồm trong GarageBand. Trong GarageBand 10, nhiều âm thanh được liệt kê trong thư viện âm thanh bị khóa và không thể sử dụng được cho đến khi người dùng thanh toán thêm phí cho phép sử dụng những âm thanh đó, đi kèm với nhưng bài học piano và guitar. 
Trong cả hai loại bài học, một giáo viên âm nhạc giới thiệu bài học, với video và âm thanh chất lượng cao. Các bài học bao gồm một cây đàn guitar hoặc dương cầm ảo, thể hiện vị trí ngón tay và khu vực ký hiệu âm nhạc để hiển thị các bản nhạc chính xác. Các ví dụ âm nhạc được sử dụng trong những bài học này là những bản nhạc phổ biến.
In an Artist Lesson the music teacher is the actual musician/songwriter who composed the song being taught in the lesson. Tính đến  tháng 11 năm 2009 the artists featured are:
- Sting (The Police) — "Roxanne", "Message in a Bottle", "Fragile"
- Sarah McLachlan — "Angel"
- Patrick Stump of Fall Out Boy — "I Don't Care", "Sugar, We're Goin' Down"
- Norah Jones — "Thinking About You"
- Colbie Caillat — "Bubbly"
- Sara Bareilles — "Love Song"
- John Fogerty (Creedence Clearwater Revival) — "Proud Mary", "Fortunate Son", "Centerfield"
- Ryan Tedder (OneRepublic) — "Apologize"
- Ben Folds — "Brick", "Zak and Sara"
- John Legend — "Ordinary People"
- Alex Lifeson (Rush) — "Tom Sawyer", "Limelight", "Working Man", "The Spirit of Radio".

Vào năm 2010, không có bất cứ một bài học nghệ sĩ nào được phát hành và Apple cũng không có kế hoạch gì cho phần mục này.

### Thêm vòng lặp âm thanh
Gì các dj yêu bao gồm một mảng rộng lớn của trước khi thực hiện âm thanh vòng để chọn từ với một tùy chọn tùy chỉnh âm thanh vòng và thêm một vòng lặp đóng gói mà có thể mua được thông qua các ứng Dụng Cửa hàng. Tất cả các vòng có một chỉnh sửa và ảnh hưởng lựa chọn.

#### Jam Pacls
Jam Packs là phần bổ sung chính thức của Apple dành cho GarageBand. Mỗi Jam Packs có chứa các vòng lặp và phần mềm được chia thành các thể loại nhất định. Các Jam Packs hiện tại như sau:
- GarageBand Jam Pack: Công cụ Remix
- GarageBand Jam Pack: Nhịp điệu
- GarageBand Jam Pack: Nhạc Giao hưởng
- GarageBand Jam Pack: Thế giới âm nhạc
- GarageBand Jam Pack:Giọng nói

Cũng có một GarageBand Jam Pack khác, ban đầu được biết đến như GarageBand Jam Pack, sau đó là GarageBand Jam Pack 1, mà Apple đã ngưng hỗ trợ vào tháng 1 năm 2006. Bắt đầu với việc phát hành Công cụ Remix và Bộ sưu tập các Jam Packs, mỗi Jam Packs đã được chỉ định một số.

#### MainStage 2
MainStage 2 của Apple bao gồm 40 công cụ tích hợp sẵn - bao gồm synths, bàn phím cổ điển, và cái trống - để sử dụng trong GarageBand. Nó cũng có giao diện cho các buổi biểu diễn trực tiếp và bao gồm một bộ sưu tập lớn các plug-in và âm thanh.

### Công cụ của bên thứ ba và gói Loop của Apple
Ngoài Apple, nhiều công ty khác hiện nay cung cấp các công cụ phần mềm ảo thương mại hoặc phần mềm chia sẻ được thiết kế đặc biệt cho GarageBand và bộ sưu tập của Apple Loop dành cho người dùng GarageBand.
Các nhà cung cấp bên thứ ba cũng cung cấp thêm các tuyến để sử dụng trong GarageBand. Người dùng cũng có thể ghi các vòng tùy chỉnh thông qua micrô, thông qua công cụ phần mềm hoặc bằng cách sử dụng giao diện âm thanh để kết nối thể chất với một cây đàn guitar hoặc các thiết bị phần cứng khác vào thiết bị Mac hoặc iOS.

### Mẫu đa nguồn tin
Năm 2005, Trent Reznor từ ban nhạc Nine Inch Nails phát hành nhiều tập tin GarageBand nguồn cho bài hát "The Hand That Feeds" để cho phép công chúng thử nghiệm âm nhạc của mình và cho phép người dùng GarageBand tương lai có thể remix bài hát. Ông cũng cho phép bất cứ ai chia sẻ bản remix cá nhân của họ. Kể từ đó, Nine Inch Nails đã phát hành thêm một số tập tin nguồn GarageBand, và một số nghệ sĩ khác cũng đã phát hành các tệp GarageBand của họ mà công chúng có thể sử dụng để thử nghiệm.
Ban nhạc Newmore Evermore cũng phát hành nhiều tập tin nguồn cho GarageBand cho bài hát " Never Let You Go " của họ.
Ben Folds phát hành Stems & Sêds, phiên bản đặc biệt của album 2008 của anh, Way to Normal. Stems & Seeds có phiên bản Way to Normal thông thường, và một đĩa riêng biệt chứa các tệp tin GarageBand cho mỗi bản nhạc trong album cho phép các fan remix các bài hát.

### Hạn chế
Việc thiếu khả năng MIDI-out hạn chế việc sử dụng các thiết bị MIDI bên ngoài. GarageBand không có chức năng thay đổi thời gian giữa các bài hát mặc dù phần mềm bây giờ cho phép theo dõi tiến độ tự động. Khả năng đảo ngược bài hát cũng không khả dụng.
Khác với độ uốn cong, GarageBand được giới hạn ở những khoảng trống và khoảng cách của tiêu chuẩn 12-tone, vì vậy nó không hỗ trợ nhạc xenharmonic.
Trước khi xuất hiện GarageBand 10, không có tùy chọn xuất file MIDI, và lựa chọn duy nhất là lưu các tệp dưới dạng.band hoặc xuất sang iTunes.

## GarageBand cho iOS
Vào ngày 2 tháng 3 năm 2011, Apple đã công bố một phiên bản GarageBand dành cho iPad. Nó có nhiều tính năng tương tự như phiên bản macOS. Bản nhạc có thể được tạo ra bằng cách sử dụng các công cụ trên màn hình, bao gồm bàn phím, trống, bộ lấy mẫu, và các "dụng cụ thông minh" khác nhau. Nó cũng hoạt động như một phòng thu đa điểm với hiệu ứng Stompbox và ampli đàn ghita. Bài hát có thể được gửi qua email hoặc gửi tới Thư viện iTunes. Ngoài ra, các dự án có thể được xuất sang GarageBand cho macOS, nơi chúng có thể được chỉnh sửa chuyên nghiệp hơn. Ứng dụng tương thích với iPhone 3GS trở lên, iPod Touch thế hệ thứ ba hoặc cao hơn, và tất cả các phiên bản của iPad, bao gồm cả iPad Mini. Ứng dụng được bán với giá 6,99$ trên AppStore.

### Dụng cụ
GarageBand bao gồm một công cụ bàn phím chuẩn và công cụ "Bàn phím thông minh". Bàn phím được thiết lập giống như một bàn phím tiêu chuẩn, bao gồm piano grand, piano điện, các bộ phận khác nhau, clavinet, synth lead, synth pads và synths bass. Nó cũng có nhiều hiệu ứng âm thanh khác nhau. Bàn phím cũng có khả năng chơi arpeggio. Bàn phím thông minh được bố trí giống như các dụng cụ thông minh khác, cho phép người chơi chơi nhạc trên đàn piano, đàn piano điện, organ, clavinet và bốn bộ tổng hợp có thể điều chỉnh được. Bao gồm tính năng tự động phát, đóng một trong 4 nhịp điệu cho mỗi nhạc cụ.
Có hai loại dụng cụ trống trong GarageBand. Thiết bị trống trống bao gồm ba bộ trống trống (Bộ dụng cụ Studio, Bộ dụng trống và Bộ trống truyền thống) với thiết lập thực tế và ba bộ trống điện tử. Các thiết bị này được thiết lập với âm thanh tùy chỉnh có thể được lưu dưới dạng bộ trống trống riêng biệt. Các nhạc cụ trống khác là "Smart Drum", trong đó âm thanh trống được sắp xếp trên lưới. Nó chứa tất cả sáu bộ trống trên màn hình cảm ứng.
Một bộ " Guitar thông minh" được bao gồm trong GarageBand, bao gồm 4 guitar: một cây Acoustic Guitar, hai cây guitar điện, và một cây Distortion Guitar. Mỗi loại guitar (trừ acoustic) có hai hộp âm thanh tùy chọn. Thiết bị được thiết lập giống như bàn phím thông minh, có thể chơi được nhiều hợp âm. Ngoài ra, mỗi ghi chú trong một hợp âm có thể được phát riêng, hoặc tắt tiếng bằng cách giữ phía bên trái của dây.
Thiết bị "Bass thông minh" được thiết lập giống như cây guitar, trong đó bốn dây có thể chơi các ghi chú khác nhau. Tuy nhiên, bass không thể chơi hợp âm. Bao gồm ba bass điện, acoustic orchestra bass, và bốn bass tổng hợp tùy chỉnh. Giống như bàn phím thông minh và guitar thông minh, nó cũng có tính năng "tự động phát".
Thêm vào bản cập nhật 1.2 là "Smart Strings", một phần dây của violon thứ 1 và thứ 2, violas, cello và bass, có khả năng chơi các note legato, staccato, và pizzicato. Dàn nhạc có thể tùy chỉnh, bao gồm bốn kiểu dây khác nhau (tất cả đều có tính năng "tự động phát" khác nhau). Các dụng cụ cũng có thể lựa chọn. Ví dụ, người ta có thể chơi một hợp âm được tạo thành từ tất cả các dụng cụ có sẵn, hoặc chỉ cần chơi violin.
Trong công cụ lấy mẫu, người sử dụng có thể ghi lại âm thanh và chơi nó trên bàn phím (nó có giao diện giống như dụng cụ gõ bàn phím). Sau khi âm thanh đã được ghi lại, nó có thể được sửa đổi bằng một số công cụ khác nhau trong bộ lấy mẫu. Nó cũng có thể chơi các ghi chú trong một vòng lặp hoặc đảo ngược. Trong phiên bản 2.0, người dùng có thể nhập các tệp âm thanh để tạo mẫu.
"Máy ghi âm" là một máy ghi âm thông thường hoạt động thông qua micrô bên trong hoặc mic tai nghe. Sau khi âm thanh đã được ghi lại, có thể áp dụng nhiều hiệu ứng âm thanh.
Guitar amp có nghĩa là chơi bằng cách cắm một cây đàn guitar vào thiết bị và ghi âm, nhưng cũng có thể làm việc với âm thanh từ máy ghi âm, bao gồm Apple Loops, và các tệp nhạc bên ngoài. Bên trong là một số bộ khuếch đại tùy biến và stompboxes, cho phép thêm loạt các âm thanh khác nhau.

### Cập nhật
Vào ngày 1 tháng 11 năm 2011, Apple giới thiệu GarageBand 1.1 cho iOS, bổ sung hỗ trợ cho iPhone và iPod touch, cùng với các tính năng khác. Chúng bao gồm khả năng tạo hợp âm tuỳ chỉnh cho Công cụ Thông minh, hỗ trợ nhịp 3/4, 6/8 và xuất ra ở định dạng AAC hoặc AIF.
Vào ngày 7 tháng 3 năm 2012, Apple đã cập nhật GarageBand lên phiên bản 1.2, bổ sung hỗ trợ cho iPad thế hệ thứ ba. Nó giới thiệu công cụ Smart Strings mới, dàn nhạc dây 1 và 2, violas, celli, và bass, có khả năng chơi các note legato, staccato, và pizzicato. Ngoài ra, nó còn được bổ sung thêm các bộ tổng hợp cho bàn phím thông minh và nhạc cụ thông minh. Nó cũng thêm một trình chỉnh sửa ghi chú cho phép người dùng tinh chỉnh vị trí ghi chú và chiều dài và khả năng tải các bài hát lên Facebook, YouTube và SoundCloud cũng như khả năng tải các dự án lên iCloud. Nó cũng bao gồm Jam Sesion, một tính năng cho phép lên tới 4 iPhone, iPod touch hoặc iPad được cài đặt GarageBand để chơi cùng một lúc.
Vào ngày 1 tháng 5 năm 2012, GarageBand đã được cập nhật lên phiên bản 1.2.1, cung cấp các bản sửa lỗi nhỏ và nâng cao tính ổn định.
Cùng với iOS 6 mới, Apple đã cập nhật GarageBand lên 1.3 vào ngày 19 tháng 9 năm 2012. Bản cập nhật này đã bổ sung khả năng nhập nhạc từ thư viện nhạc, tạo nhạc chuông, khả năng sử dụng ứng dụng trong nền và các bản sửa lỗi nhỏ.
GarageBand đã được cập nhật lên phiên bản 1.4 vào ngày 20 tháng 3 năm 2013. Bản cập nhật này hỗ trợ Audiobus
GarageBand 2.0 đã nhận được một sự thay đổi thiết kế trùng với thiết kế của iPad Air vào ngày 22 tháng 10 năm 2013. GarageBand 2.0 có một thiết kế mới cho phù hợp với iOS 7, số lượng bài hát được mở rộng và các chức năng mới trong công cụ Sampler.
Vào năm 2016, GarageBand đã nhận được một thiết kế mới, và vào tháng 1 năm 2017 phiên bản 2.2 đã được phát hành với một số tính năng mới bao gồm Alchemy synth trước đây chỉ có trên phiên bản dành cho máy tính để bàn.

### Tính khả dụng
Trước khi tung ra phiên bản cho Mac trên App Store của Apple, GarageBand chỉ có sẵn trong một phần của iLife - một bộ ứng dụng (bao gồm cả iPhoto, iMovie, iDVD và iWeb) nhằm mục đích đơn giản hóa việc tạo và tổ chức nội dung kỹ thuật số hoặc có sẵn trên máy Mac. Vào ngày 6 tháng 1 năm 2011, GarageBand đã được cung cấp độc lập trên App Store bên cạnh iPhoto và iMovie.

## Hỗ trợ xuất tập tin âm thanh
Ứng dụng này có thể hỗ trợ bất kỳ định dạng âm nhạc, bao gồm: AIFF, WAV, và MIDI. Các ứng dụng có thể xuất âm thanh dạng MP3, MP4 hoặc AIFF không nén.
Nó cũng hỗ trợ tập tin 8-bit đã bị loại bỏ trước đó.